# チョン・ソミン (1989年生の女優)
チョン・ソミン（정소민、1989年3月16日 - ）は韓国の女優である。イウムハッシュタグ所属。

## 概要
- デビュー：2010年ドラマ『赤と黒（原題：悪い男）』

### 人物
- 韓国芸術総合学校演技科に首席で入学。
  - SBSバラエティ番組「強心臓」で韓国芸術総合学校に首席で入学したことが明らかとなった。首席入学したことによって生じた周囲の視線のせいで、学校生活がとても負担になったりもしたと明かした。
- 特技：韓国舞踊

### 交友関係
- 2018年1月1日にMBLAQ出身の俳優イ・ジュンと昨年10月から交際していることを認めた。ドラマ「お父さんが変」で共演し、劇中で恋人役だったが本物のカップルとなったがその後破局。

### 事務所
- 2013年 - SM C&Cと専属契約を締結[2]。
- 2023年 - IEUM HASHTAGと専属契約を締結[3]

## 出演

### テレビドラマ
- 赤と黒（2010年、NHK･SBS） - ホン・モネ役
- イタズラなKiss〜Playful Kiss（2010年、MBC） - オ・ハニ役
- スタンバイ（2012年、MBC） - チョン・ソミン役[4]
- 私たち結婚できるかな？（2012年-2013年、JTBC） - チョン・ヘユン役
- そして星になった（2013年、KBS） - パク・スチャン役
- ミス・コリア（2013年-2014年、MBC) - ガソリンスタンドでのアルバイト人役[5]
- ビッグマン（2014年、KBS） - カン・ジナ役[6]
- D-DAY（2015年、JTBC） - チョン・トルミ役[7]
- サウンド・オブ・ハート（2016年、KBS） - チェ・エボン役
- 真っ赤な先生（2016年、KBS） - チャン・スンドク役
- 適齢期惑々ロマンス～お父さんが変！？～（2017年、KBS） - ピョン・ミヨン役[8]
- この恋は初めてだから ~Because This is My First Life（2017年、tvN） - ユン・ジホ役[9]
- キム秘書はいったい、なぜ?（2018年、tvN） - ミソの亡母役（カメオ出演）
- 空から降る一億の星（2018年、tvN） - ユ・ジンガン役[10]
- アビス 第1話（2019年、tvN） - 宇宙人 役（カメオ出演）
- 霊魂修繕工（2020年、KBS） - ハン・ウジュ 役
- 九尾の狐と危険な同居（2021）-6,7話　ソファ役（カメオ出演）
- 恋するイエカツ（2021年、JTBC） - ナ・ヨンウォン役[11]
- 還魂（2022年、tvN） - ムドク役
- となりのMr.パーフェクト（2024年、tvN）-ペ・ソンニュ役

### 映画
- 最悪の友達（2009年）[12]
- 二十歳（2015年） - ソミン役[13]
- アリス－ワンダーランドから来た少年（2015年） - ヘジュン役[14][15]
- パパとムスメの7日間（2017年）[16]
- ゴールデンスランバー（2018年） - ユミ役[17]
- 色男ホ・セク（2019年）[18]
- オオカミ狩り（2022年）[19]
- ラブリセット 30日後、離婚します（2023年）

### 演劇
- シェイクスピア・イン・ラブ（2023年）

### PV
- 2008年　No Regrets（Noblesse feat. Beige）
- 2008年　I Had a Bad Day（Old Fish)
- 2010年　Take (ソ・イングク)

### 広告モデル
- 2008　新韓カード
- 2008　SKテレコム
- 2009　NII
- 2009　SKテレコム
- 2010　SKテレコム
- 2010　Hazzy アクセサリー
- 2011　クリニークモイスチャーサージ
- 2011　SK-II ファンデーション
- 2011　ホンダ CR-Z